# Нижняя Кипень
Нижняя Кипень — деревня в  Ропшинском сельском поселении Ломоносовского района Ленинградской области.

## История
В дореволюционных административно-территориальных справочниках деревня Нижняя Кипень не упоминается. 
С 1917 по 1919 год деревня Нижняя Кипень входила в состав Кипенской волости Петергофского уезда Петербургской губернии.
С 1919 года в составе Кипенского сельсовета Кипено-Ропшинской волости.
С 1923 года в составе Троцкого (Гатчинского) уезда.
В данных переписи населения СССР 1926 года деревня Нижняя Кипень отсутствует.
С 1927 года в составе Урицкого района.
С 1930 года в составе Ленинградского Пригородного района.

Деревня Нижняя Кипень на карте 1940 года

Первое картографическое упоминание деревни — на топографической карте РККА 1940 года.
С 1950 года в составе Ропшинского сельсовета.
С 1955 года в составе Ломоносовского района.
С 1963 года в составе Гатчинского района.
С 1965 года вновь в составе Ломоносовского района. В 1965 году население деревни Нижняя Кипень составляло 160 человек.
По данным 1966, 1973 и 1990 годов деревня Нижняя Кипень также входила в состав Ропшинского  сельсовета.
В 1997 году в деревне Нижняя Кипень Ропшинской волости проживали 38 человек, в 2002 году — 41 человек (русские — 73 %, финны — 27 %).
В 2007 году в деревне Нижняя Кипень Ропшинского СП — 40 человек.

## География
Деревня расположена в восточной части района на автодороге 41К-011 (Стрельна — Гатчина) («Ропшинское шоссе»), к югу от административного центра поселения посёлка Ропша к северу и смежно с деревней Кипень.
Расстояние до административного центра поселения — 5 км.
Расстояние до ближайшей железнодорожной станции Красное Село — 20 км.
Деревня находится на левом берегу реки Стрелка.

## Демография
| 1862 | 2002 | 2007 | 2010 | 2017 |
| ---- | ---- | ---- | ---- | ---- |
| 213  | ↘41  | ↘40  | ↗54  | ↗55  |

## Улицы
Луговая, Усадебная, Ягодная.